# Tieste-Uragnoux
Tieste-Uragnoux är en kommun i departementet Gers i regionen Occitanien i sydvästra Frankrike. Kommunen ligger i kantonen Plaisance som tillhör arrondissementet Mirande. År 2022 hade Tieste-Uragnoux 149 invånare.

## Befolkningsutveckling
Antalet invånare i kommunen Tieste-Uragnoux
Referens:INSEE